# Рут, Маркус
Маркус Рут (норв. Markus Rooth, род. 22 декабря 2001, Осло) — норвежский десятиборец, олимпийский чемпион (2024) и чемпион Европы среди молодежи (2023) по десятиборью.

## Спортивная карьера
Маркус Рут принимает участие в международных спортивных соревнованиях с 2017 года.
Завоевал бронзовую медаль на Чемпионате Европы по лёгкой атлетике среди юниоров 2019 в Буросе, набрав 7692 очка.
В 2022 году Рут установил национальный рекорд Норвегии в десятиборье, набрав 8307 очков на соревнованиях Multistars в Гроссето, Италии.
В 2023 году Рут выиграл Чемпионат Европы по лёгкой атлетике среди молодёжи 2023, установив рекорд чемпионата и новый национальный рекордом в 8608 очков.
На Летних Олимпийских играх в Париже Рут завоевал золотую медаль, повторив результат соотечественника Хельге Левланда 1920 года.